# Henry Charlton Bastian
Henry Charlton Bastian (Truro, 26 aprile 1837 – Chesham Bois, 17 novembre 1915) è stato un fisiologo e neurologo inglese.

## Biografia
Membro della Royal Society nel 1868. Bastian si laureò nel 1861 presso l'Università di Londra. Era un sostenitore della dottrina dell'archebiosi.

## Opere

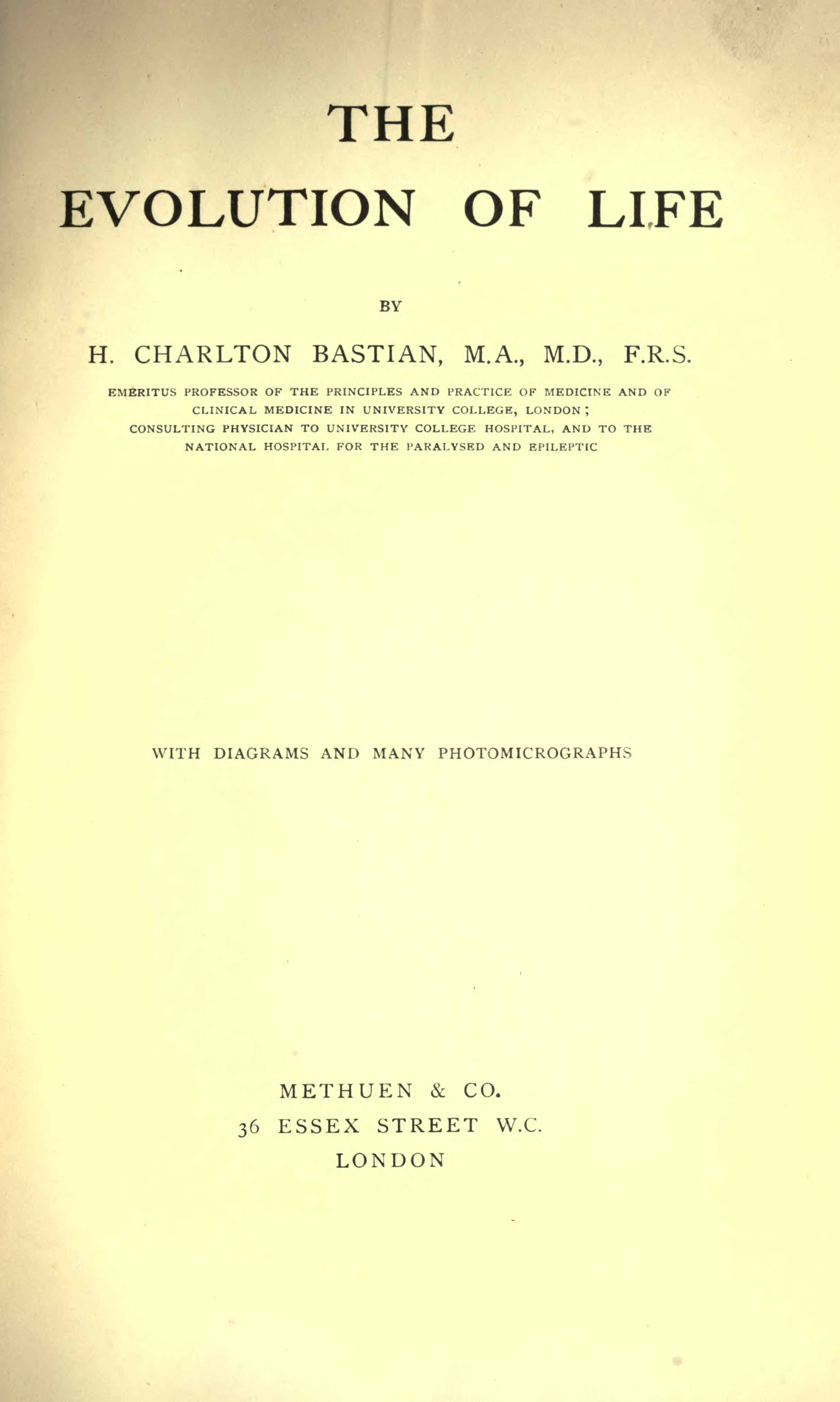
The Evolution of Life, 1907

- Monograph of the Anguillulidae (1865)
- The Beginnings of Life: being some account of the nature, modes of origin and transformation of lower organisms, I–II (1872)
- The Brain as an Organ of Mind (1880)
- The "muscular sense" its nature and cortical localisation (1887)
- A Treatise on Aphasia and Other Speech Defects (1898)
- (EN) The Evolution of Life, London, Methuen, 1907.